# Јунаци са Кошара
Јунаци са Кошара јесте песма написана 2016. године у част српским војницима страдалим на Кошарама, од стране Милутина Попадића, свештеника Српске православне цркве.

## Историја
Битка на Кошарама 1999. године је синоним за отпор српског народа најезди албанских војника и НАТО авиона. Према званичним подацима, на подручју пункта Кошаре на српско-албанској граници погинуло је 108 бораца.  Јунацима ове битке су посвећене многе песме, а извођење Попадићеве песме „Јунаци са Кошара“ доживело је велику популарност. 
Осим самог аутора, песму су препевали многи.  Ипак, најпознатије је извођење две сестре Иване и Исидоре Сантрач из Бања Луке, ово је била њихова прва студијска обрада. 
Попадићу је инспирација за песму била Лозинка, мајка Владимира Радоичића, једног од првих бораца страдалих на Кошарама. Како каже, песму је написао и опевао "у даху". 
Дана 9. јануара 2020. године, на Дан Републике Српске отпевана је на свечаном дефилеу у Бања Луци од стране припадника специјалне терористичке јединице МУП-а Републике Српске.  Исте године, сам Попадић је промовисао песму у Српском културном центру у Приштини, који је отворен у делу реновираног конака Цркве Светог Николе. 
"Песму посвећујем најбољим српским синовима изгинулим за Крст часни и слободу златну, настрадалим од шиптарских зликоваца и Нато окупатора 1999. године и онима који су се на Кошарама храбро борили и чували СРБИЈУ".— Милутин Попадић, Опис песме на Попадићевом Јутјуб каналу

## Текст песме

### Јунаци са Кошара
Једне ноћи хладне зима кад је била,
Српкиња је мајка чекала свог сина.
Чекала је сина, молила се Богу,
С' Кошара да дође, донесе слободу.
Ал' уместо њега, писмо јој је стигло,
Од сина јунака и на ноге дигло.
С' овог боја мајко, повратка ми нема,
Ко Кошаре чува зна да зло се спрема.
Ја ти мајко жив се вратит' кући нећу,
И сад већ у цркви запали ми свећу.
Да Бог мени покој с' јунацима пода,
Скупом ценом мајко плаћа се слобода.
А сина мог учи и ово му кажи,
Твој је отац сине на небеској стражи.
Тамо где је Лазар своју главу дао
На Космету светом и тата је пао.
Па је сада чедо крај Милоша стао
А Христос му одмах Царство вечно дао.
Ко не памти подвиг с' Кошара јунака
Нек' га стигне клетва Косовских јунака.